# Генріх Йозеф Берман
Генріх Йозеф Берман (нім. Heinrich Joseph Bärmann або Baermann; 14 лютого 1784, Потсдам, — 11 червня 1847, Мюнхен) — німецький кларнетист-віртуоз і композитор, перший виконавець кларнетових творів Карла Марії фон Вебера. 

## Біографія
Народився в сім'ї військового. Музиці навчався в Потсдамській військово-музичній школі як гобоїст; його старший брат, Карл, навчався там само грі на фаготі. В 14 років Берман був прийнятий до прусської армії, до цього ж часу відносяться його перші уроки гри на кларнеті під керівництвом Йозефа Беєра. Надалі, за підтримки принца Людвіга Фердинанда, він удосконалювався у Франца Тауша. Берман брав участь в битвах під Заальфельдом і під Єною, був полонений, але зумів втекти.
Опинившись в Мюнхені, Берман став кларнетистом при баварському дворі і служив там аж до своєї відставки в 1834 році. Перші закордонні гастролі Бермана — в Швейцарії та Франції — відбулися в 1808 році.
У 1811 Берман знайомиться з Вебером, який приїхав до Мюнхена. Успіх першого кларнетного твору Вебера — Концертіно Es-dur, вперше виконаного Берманом 5 квітня — надихнув композитора на написання в тому ж році ще двох концертів для цього інструменту. Взимку 1811—1812 Берман і Вебер (як піаніст) разом дали кілька концертів в Берліні. Виступи Бермана з гучним успіхом відбувалися в Лейпцигу (1812), де композитор Август Гардер присудив йому в своєму критичному відгуку «перше місце серед видатних віртуозів», також у Відні, Празі (1813), Парижі (1817 і 1838), Лондоні (1819) та Санкт-Петербурзі (1822 і 1832).
За виразність звучання, м'який, ліричний тембр інструменту Бермана називали «Рубіні кларнета». Вебер приписував успіх своїх кларнетних творів саме виконавській майстерності Бермана (крім концертів, композитор присвятив йому Варіації для кларнета з фортеп'яно, тв. 33, і Квінтет зі струнними, тв. 34).
Для Бермана також писали Джакомо Меєрбер (Квінтет для кларнета і струнних) та Фелікс Мендельсон (два Концертштюки для кларнета, бассетгорна і фортеп'яно — для самого Бермана і його сина Карла, також відомого кларнетиста).
Берман є автором декількох квартетів, квінтетів, концертіно та інших творів для кларнета і з його участю, в тому числі Адажіо Des-dur для кларнета і струнних, яке тривалий час приписували Ріхардові Вагнеру.
У 2001 році кілька творів Бермана для кларнета з оркестром були записані відомим кларнетистом Дітером Клекером.
Берман грав на кларнеті з десятьма клапанами, сконструйованому фірмою Грізлінг і Шлотт. Це дозволяло йому з більшою легкістю виконувати складні пасажі та хроматичні ходи, ніж на традиційних для того часу інструментах з п'ятьма клапанами.  